# Adriano Leite Ribeiro
Adriano Leite Ribeiro (* 17. Februar 1982 in Rio de Janeiro), kurz Adriano, ist ein ehemaliger brasilianischer Fußballspieler.

## Vereinskarriere

### Der Anfang seiner Karriere
Als kleiner Junge spielte er Fußball in den Straßengassen von Rio de Janeiro. Als er anfing, zur Schule zu gehen, bekam er von einem Freund Fußballschuhe als Geschenk und begann seine große „Geschichte vom Fußball“ zu schreiben. Im Alter von sieben Jahren wurde er in der Jugend des Fußballklubs Flamengo Rio de Janeiro aufgenommen, wo er vornehmlich Hallenfußball und „5 gegen 5“ spielte. Mit zehn Jahren kam er in die Jugendmannschaft von Flamengo, wo er als zentraler und linker Verteidiger spielte. Im Alter von 15 Jahren wechselte er in die Position des Angreifers. Im Jahre 2000 gab er sein Debüt für Flamengo in der ersten Mannschaft. Er erzielte den ersten Treffer schon nach fünf Minuten; im Rest des Spiels bereitete er weitere drei Treffer vor. In der folgenden Saison bekam er einen Stammplatz in der ersten Mannschaft. In dieser Saison schoss er zehn Tore.

### Inter Mailand
Adriano wurde zusammen mit Vampeta und Reinaldo am 11. August 2001 für umgerechnet fünf Millionen Euro vom italienischen Klub Inter Mailand verpflichtet. Sein Debüt gab er einen Tag nach seiner Verpflichtung gegen Real Madrid. Nach wenigen Minuten erzielte er sein erstes Tor für den neuen Arbeitgeber.

### AC Florenz und AC Parma
Zu Jahresbeginn 2002, nach fünf Monaten bei Inter, wurde Adriano vom AC Florenz ausgeliehen, wo er fünf Tore in dreizehn Spielen erzielte. Da der Verein in großen finanziellen Schwierigkeiten steckte, wurde der Brasilianer nach nur sechs Monaten an den AC Parma weiterverliehen. Gleichzeitig bot der AC Parma der Vereinsführung von Inter an, 12,5 Millionen Euro für eine Miteigentümerschaft an den Transferrechten Adrianos zu zahlen. Inter ging auf dieses Angebot ein, und Adriano wechselte im Juli 2002 nach Parma.
Während seiner ersten Saison im Parma-Trikot bildete er mit dem Rumänen Adrian Mutu ein kongeniales Duo und erzielte 16 Treffer; außerdem sammelte er viel Erfahrung im UEFA-Pokal. Am Ende der Saison wollten die Inter-Fans, dass der Klubeigentümer Massimo Moratti Adriano zurückhole, doch Adriano spielte auch die Hinrunde der Saison 2003/04 beim AC Parma, in der er acht Tore in den ersten neun Spielen erzielte. Massimo Moratti kaufte Adriano zu Beginn der Rückrunde zurück. Da zu der Zeit beim AC Parma der Transferwert von Adriano auf 58 Millionen Euro geschätzt wurde, musste Inter Mailand die Hälfte, knapp 29 Millionen Euro an Ablöse, aufgrund des nur hälftigen Transfereigentums zahlen. Adriano unterzeichnete bei Inter Mailand einen Vertrag am 21. Januar 2004, acht Tage zuvor hatte er noch ein Spiel mit dem AC Parma absolviert.

### Adrianos Rückkehr zu Inter Mailand
Im ersten Spiel nach seiner Rückkehr zu Inter erzielte er zwei Tore beim 4:0-Sieg gegen den AC Siena. Seine gute Form behielt er bei und schoss neun Tore in der zweiten Hälfte der Saison in der Serie A und drei Tore in der Coppa Italia. Er ermöglichte Inter den Auftritt in der Champions League, nachdem in der Serie A nur der vierte Platz erreicht wurde. Seine hervorragenden Spiele stellten einige große Spieler wie Christian Vieri und Álvaro Recoba in den Schatten. Nach alldem gaben ihm die Fans den Kosenamen L’Imperatore (dt. Herrscher). Er wurde nach dem römischen Kaiser Hadrian (italienisch: Adriano) benannt. Im gleichen Jahr erzielte er 28 Pflichtspieltore. Zu diesem Zeitpunkt galt er als einer der besten Stürmer der Welt, was nicht nur seine Wahl zum Welttorjäger 2005 belegte.

#### Tiefpunkte
Im Jahr 2006 starb sein Vater Almir Leite Ribeiro. Nachdem er seine Stammplätze bei Inter und in der Seleção verloren hatte, verfiel er in tiefe Depressionen und wandte sich dem Alkohol zu. Daraufhin nahm er zu und wurde schließlich ausgegrenzt. Sein damaliger Trainer Roberto Mancini schenkte ihm nicht genügend Aufmerksamkeit, sodass Adriano in der Winterpause der Saison 2007/08 an São Paulo ausgeliehen wurde. Er sollte auf heimischem Boden zu sich zurückfinden.

#### Halbes Jahr in São Paulo und zweite Rückkehr zu Inter
Im Januar 2008 begann Adriano, für den FC São Paulo zu spielen. Dessen Fans waren regelrecht begeistert von der „großen Nummer 10“. Schon im ersten Spiel gegen den Club aus Guaratinguetá schoss er die beiden Tore für São Paulo zum 2:1-Sieg. Adriano erzielte 17 Tore in 28 Spielen. Im Sommer 2008 kehrte er wieder zu Inter Mailand zurück.
Vor seiner Rückkehr nach Italien war der Inter-Trainer Mancini durch den Portugiesen José Mourinho ersetzt worden. Adriano war froh über Mourinhos Kommen, da dieser ihn schon früher zum FC Chelsea hatte holen wollen.

#### „Flucht“ nach Brasilien
Nach dem WM-Qualifikationsspiel Brasiliens gegen Peru (3:0) am 1. April 2009 kehrte Adriano überraschend nicht nach Mailand zurück und blieb einige Tage ohne Verbindung mit der Mailänder Vereinsführung verschollen. Nachdem wilde Spekulationen über den Verbleib Adrianos ausgelöst wurden, erklärte der Stürmer über seinen Berater, dass er in Rio de Janeiro verweile und eine einstweilige Auszeit vom Fußball nehmen werde, da er den Spaß am Spiel verloren habe. Daraufhin wurde der bis Juni 2010 datierte Vertrag mit Inter Mailand am 22. April 2009 aufgelöst. Laut eigener Aussage wollte Adriano „am liebsten nicht mehr zurück nach Italien“. Nach dem Tod seines Vaters im Jahr 2006 stand Adriano vor allem wegen seines exzessiven Lebensstils in der Öffentlichkeit.
Abrupt nach Brasilien zurückgekehrt und einige Wochen ohne Fußball, unterschrieb er im Mai 2009 bei seinem Jugendclub Flamengo. Dort fand er zu seiner alten Spielfreude zurück, hatte – trotz deutlichen Übergewichtes – eine aufsteigende Form und fiel durch seine konstanten Leistungen auf. In der Spielzeit 2009 erzielte er in 30 Meisterschaftspartien der Série A 2009 insgesamt 19 Treffer und gewann mit dem Verein mit jeweils zwei Punkten Vorsprung vor Internacional Porto Alegre und dem FC São Paulo die brasilianische Meisterschaft. Zudem wurde er mit 19 erzielten Saisontoren zusammen mit Diego Tardelli von Atlético Mineiro Torschützenkönig der Série A.
Allerdings hatte er weiterhin private Probleme, so wurden ihm neben Alkohol- und Drogenproblemen auch Verbindungen zur brasilianischen Mafia nachgesagt.

### Comeback beim AS Rom
In der Sommerpause 2010 verpflichtete der AS Rom den Angreifer, der einen Vertrag bis Ende Juni 2013 unterzeichnete. Dort sollte er Luca Toni, der zu CFC Genua gewechselt war, ersetzen. Zuvor hatte Adriano es geschafft, sein Übergewicht (bis zu 20 Kilogramm) zu reduzieren. Allerdings war er noch immer weit von seiner Idealform entfernt und kam bei der Roma nur zu Kurzeinsätzen. Da Adriano außerdem durch negatives Verhalten abseits des Platzes auffiel – so kam er verspätet aus dem Urlaub zurück und ließ sich nach einer Verletzung nicht vom Vereinsarzt behandeln – löste der AS Rom am 8. März 2011 den Vertrag mit Adriano auf.

### Erneute Rückkehr nach Brasilien: Corinthians São Paulo
Im März 2011 kehrte Adriano in seine Heimat zu Corinthians São Paulo zurück. Er unterschrieb einen Vertrag bis zum 31. Januar 2012 und erhielt die Rückennummer 10. Vorgestellt wurde er auf der Pressekonferenz des Vereins vom ehemaligen Spieler Corinthians’ Ronaldo. Im März 2012 wurde im beiderseitigen Einvernehmen der noch bis Juni laufende Vertrag aufgelöst.

### Missglückter Neustart bei Flamengo und Paranaense
Am 22. August 2012 wurde bekannt, dass Adriano, nach überstandener Achillessehnen-Verletzung, wieder für seinen Heimatverein Flamengo Rio de Janeiro auflaufen werde. Beide Seiten einigten sich auf einen Vertrag bis zum Jahresende. Adriano kam in der Saison 2012 nicht zum Einsatz, da er mit den Folgen der Verletzung zu kämpfen hatte. Außerdem fiel er öfters durch Undiszipliniertheiten negativ auf. Aufgrund dessen wurde sein Vertrag am 6. November 2012 vorzeitig aufgelöst.
Im Februar 2014 unterschrieb Adriano beim südbrasilianischen Club Athletico Paranaense aus der Stadt Curitiba. Einige Wochen später, im April 2014, wurde er wegen zweier verpasster Trainingseinheiten freigestellt. In den Medien gab Adriano bekannt, nun wieder in Italien einen Verein finden zu wollen.

### Geplatzter Neustart in Frankreich
Im Dezember 2014 gab der Le Havre AC aus der französischen Ligue 2 die Verpflichtung von Adriano bekannt. Diese wurde einen Monat später zurückgezogen, nachdem die geplante Übernahme des Clubs durch den französischen Geschäftsmann Christophe Maillol gescheitert war.

### Karriereende
Zu Beginn des Jahres 2016 wechselte Adriano in die USA zum viertklassigen Club Miami United FC. Kurz darauf beendete er seine Karriere. Im Dezember 2024 bestritt der Stürmer sein Abschiedsspiel vor rund 30.000 Zuschauern im Maracanã-Stadion. Acht Jahre nach dem letzten Pflichtspieleinsatz lief Adriano bei der Partie zwischen einer Legendenauswahl seines Lieblingsklubs Flamengo Rio de Janeiro gegen ein Team aus Freunden seiner Jahre in Italien auf und erzielte beim 4:3 für beide Mannschaften jeweils ein Tor.

## Nationalmannschaft
Adriano gab sein Debüt am 15. November 2000 gegen Kolumbien, er wurde danach zunächst nicht mehr für die Seleçao berücksichtigt. 2001 wurde er mit der brasilianischen U-20-Nationalmannschaft Südamerikameister. Am 29. März 2003 bestritt er gegen Portugal zweieinhalb Jahre nach seinem Debüt sein zweites Spiel in der A-Nationalmannschaft. In seinem dritten Länderspiel am 11. Juni 2003 gegen Nigeria erzielte Adriano seinen ersten Treffer in der Seleção.
Bei der Copa América 2004 in Peru, die Brasilien gewann, wurde er mit sieben Toren Torschützenkönig und zum besten Spieler des Turniers gewählt. 2005 gewann er mit der Nationalmannschaft den Konföderationen-Pokal. Er wurde mit fünf Treffern Torschützenkönig und zum besten Spieler des Turniers erklärt.
Dunga, der nach der Weltmeisterschaft 2006 Carlos Alberto Parreira als brasilianischer Nationaltrainer abgelöst hatte, berücksichtigte ihn zunächst nicht mehr für die Nationalmannschaft, setzte ihn aber am 6. Februar 2007 im Spiel gegen Portugal wieder ein. Für die Spiele am 12. und am 15. Oktober 2008 gegen Venezuela und Kolumbien wurde er dank konstant guter Leistung seit langer Zeit wieder in die Nationalmannschaft berufen. Für die Weltmeisterschaft 2010 wurde Adriano nicht nominiert.

## Auszeichnungen und Titel

### Nationalmannschaft
- Copa América: 2004
- FIFA-Konföderationen-Pokal: 2005
- U-17-Weltmeister: 1999
- U-20-Südamerikameister: 2001

### Verein
- Italienische Meisterschaft: 2006*, 2007, 2008, 2009
- Italienischer Pokal: 2005, 2006
- Italienischer Supercup: 2005, 2006
- Brasilianischer Meister: 2009, 2011
- Staatsmeister von Rio de Janeiro: 2000, 2001
- Brasilianischer Champions-Cup: 2001

* zuerkannt im Rahmen des italienischen Fußball-Skandals 2006

### Auszeichnungen
- Welttorjäger: 2005
- Torschützenkönig der U-20-Südamerikameisterschaft: 2001
- Bidone d’oro (Goldene Mülltonne): 2006, 2007, 2010
- Copa América:
  - Bester Spieler: 2004
  - Torschützenkönig: 2004
- FIFA-Konföderationen-Pokal:
  - Bester Spieler: 2005
  - Torschützenkönig: 2005
- Campeonato Brasileiro de Futebol:
  - Bester Spieler: 2009
  - Bester Stürmer: 2009
  - Torschützenkönig: 2009

## Privates
Am 16. Juni 2006 brachte seine Frau das gemeinsame Kind Adriano jr. zur Welt, während er in Deutschland an der Fußball-WM teilnahm.
Im November 2014 wurde er wegen Beziehungen zu einem stadtbekannten Drogendealer von der Staatsanwaltschaft Rio de Janeiros wegen Drogenhandel und Beteiligung an Drogengeschäften angeklagt. Wegen Fluchtgefahr wurde ihm der Pass entzogen.

Im November 2024 berichtet Adriano von seinem heutigen Leben in seiner Heimat, dem Armenviertel Vila Cruzeiro:
„Hier laufe ich barfuß herum, nur in Shorts. Ich spiele mit Dominosteinen, sitze auf dem Bordstein, erinnere mich an meine Kindheitsgeschichten, höre Musik, tanze mit meinen Freunden, schlafe auf dem Boden und sehe meinen Vater in jeder Gasse.“
Auch von seiner Alkoholsucht berichtet er: „Ich trinke jeden zweiten Tag. Und an den anderen Tagen auch“, so Adriano.